# بئر هدلة (الرقة)
بئر هدلة قرية سورية تتبع ناحية المنصورة في منطقة الثورة في محافظة الرقة. بلغ عدد سكانها 1020 نسمة في عام 2004 حسب إحصاء المكتب المركزي للإحصاء.